# آگاروم
آگاروم (همچنین به نام آگارو یا آکاروم، به خط میخی: a-kà-rum یا a-ga-rum) یک نام خاص خاور نزدیک مربوط به عصر برنز است، احتمالاً نامی برای منطقه یا جزیره ای در عربستان شرقی و خلیج فارس است. آگاروم به‌طور کلی با جزیره فیلکه کویت شناخته می‌شود که در نزد آرامی‌ها به KR و در دوران هلنیستی به نام ایکاروس شناخته می‌شود. معبد اکارا فیلکه یکی دیگر از مکان‌های احتمالی است. آگاروم گاهی با شهر قرون وسطایی حَاَر، در منطقه عمومی واحه الاحساء در عربستان سعودی و جزیره بحرین در بحرین شناسایی می‌شود.
نام آگاروم در نیمه اولیه هزاره دوم پیش از میلاد گواهی شده است که در کتیبه‌های تمدن باستانی دیلمون ذکر شده است. آگاروم با اینزاک، خدای اصلی پانتئون دیلمونیت مرتبط بود. چندین پادشاه دیلمونیت خود را به عنوان «خادمان اینزاک آگاروم» نامیدند. چنین پادشاهانی شامل ریموم (حدود قرن ۱۸ قبل از میلاد)، یاگلی‌ال (حدود قرن ۱۸ و ۱۷ قبل از میلاد)، و سومو-لیل (قرن ۱۶ ق. م) بودند. «اینزاک آگاروم» نیز بر روی چندین کتیبه از فیلاکا که مرکز مهم مذهبی اینزاک در نیمه اول هزاره دوم بوده است، گواهی شده است.

## مکان
به طور کلی تصور می شود آگاروم جزیره فلیکه است که در نزدیکی سواحل کویت قرار دارد. فیلکه مرکز اصلی فرقه اینزاک بود. در اواخر هزاره اول پیش از میلاد، نام آرامی فایلاکا «KR» بود - احتمالاً مخفف آکار است که احتمالاً یک نوع دیاکرونیک آکاروم است. آرامی BL ´KR ("Bēl of Akar") را می توان به عنوان یک تفسیر مجدد متأخر از "اینزاک آگاروم" باستانی دید.

## خاستگاه
به نظر می‌رسد کتیبه‌های دیلمونیت آگاروم را خانه خدای اینزاک می‌دانند. تعبیر دیگری در سال ۱۸۸۰ توسط هنری راولینسون مطرح شد، که او متون سلطنتی را به این معنی درک کرد که خود پادشاهان از «آگاروم» بودند. او عنوان سلطنتی آگاریت را به عنوان «غلام خدا اینزاک، مرد قبیله آگاروم» ترجمه کرد. تحقیقات مدرن با تفسیر راولینسون موافق نیست.

## فرضیه‌های دیگر

### واحه الاحصإ
احتمال دیگر این است که آگاروم به سرزمین اصلی عربستان شرقی در مقابل جزیره بحرین اشاره دارد. این فرضیه حاکی از آن است که تمدن دیلمون در ابتدا حول منطقه واحه الاحساء متمرکز بوده است و در حالی که بعداً قدرت به بحرین منتقل شد، یک انجمن مذهبی با آگاروم باقی ماند. بر اساس این تفسیر، آگاروم خانه خدا (اینزاک) به حساب می‌آمد.
سکه‌های هلنیستی قرن دوم پیش از میلاد وجود دارد که حاوی کتیبه «حریتات، پادشاه هاجر» است - نام هاجر به‌طور قابل ملاحظه‌ای شبیه آگاروم است. هاجر هلنیستی بیشتر با شهر قرون وسطایی Haǧar یا هفوف، مرکز اصلی شهری الاحساء به دلیل معروف‌ترین واحه‌های الاحسائور، می‌تواند مرتبط باشد. جالب این است که الاحساء به خاطر باغ‌های خرمای شکوفا شهرت دارد. اینزاک به‌طور مشابه با نخل خرما مرتبط بود.
شناسایی هاجر هلنیستی و هفوف حسائی بعدی نیز به همان اندازه مشکل ساز است. به گفته نویسندگان عرب، حَاَر شکلی عربی شده از هاکر ایرانی بوده است. از طرف دیگر، هاجر و یا هفوف ممکن است از HGR قدیمی عربستان جنوبی، "شهر (استحکام یافته)" گرفته شده باشند. در واقع، ابومحمد همدانی، مورخ یمنی قرن دهم، از چندین شهر با چنین نامی یاد می‌کند.

### جزیره بحرین
وب‌سایت اداره فرهنگ و آثار باستانی بحرین حدس می‌زند که آگاروم «در واقع نامی بود که دیلمونیت‌های باستانی در اصل برای دیلمون استفاده می‌کردند» - که معنای جزیره بحرین را می‌دهد.